# رون براستوف
رون براستوف (مواليد 19 مارس 1961) هو لاعب كرة قدم. يلعب مع منتخب النرويج لكرة القدم. سبق له أن لعب في كأس العالم لكرة القدم مع منتخب بلاده.

## روابط خارجية
- رون براستوف على موقع IMDb (الإنجليزية)

- رون براستوف على موقع الاتحاد الدولي (مؤرشف)  (الإنجليزية)
- رون براستوف على موقع الاتحاد الأوربي (الإنجليزية)
- رون براستوف على موقع اتحاد النرويج (النرويجية)
- رون براستوف على موقع قاعدة بيانات كرة القدم.إي يو (الإنجليزية)
- رون براستوف على موقع بيانات كرة القدم. دي إي (الألمانية)
- رون براستوف على موقع ناشيونال فوتبول تيمز (الإنجليزية)